# Comitatul Iowa, Wisconsin
Comitatul Iowa este unul din cele 72 de comitate din statul Wisconsin din Statele Unite ale Americii. Sediul acestuia este localitatea Dodgeville. Conform recensământului din anul 2000, Census 2000, populația sa a fost 22.780 de locuitori.

## Geografie
Conform datelor furnizate de United States Census Bureau, comitatul are o suprafață totală de circa 1988 km2 (sau 768 sqmi), dintre care circa 1975 km2 (ori 763 sqmi) este uscat, iar restul de circa 13 km2 (sau 5 mile pătrate, 0.70%) este apă.

### Drumuri importante
- U.S. Highway 18
- U.S. Highway 151
- U.S. Highway 14
- Highway 39 (Wisconsin)
- Highway 23 (Wisconsin)
- Highway 78 (Wisconsin)
- Highway 80 (Wisconsin)
- Highway 130 (Wisconsin)
- Highway 133 (Wisconsin)
- Highway 191 (Wisconsin)

### Comitate adiacente
- Comitatul Richland—nord-vest
- Comitatul Sauk—nord-est
- Comitatul Dane—est
- Comitatul Green—sud-est
- Comitatul Lafayette—sud
- Comitatul Grant—vest

## Demografie
|  | Graficele sunt indisponibile din cauza unor probleme tehnice. Mai multe informații se găsesc la Phabricator și la wiki-ul MediaWiki. |

Date: Wikidata - grafică realizată de Wikipedia